# Список герцогів і князів Беневенто
У статті подано список Герцогів і князів Беневентських, правителів середньовічних Беневентського герцогства (577—774), а пізніше Беневентського князівства (774—1081).

## Герцоги Беневентські (577—774)
- Зотто (571—591)
- Арехіз I (591—641)
- Аюльф I (641—646)
- Радоальд (646—651)
- Грімоальд I (651—662), також король лангобардів (662—671)
- Ромоальд I (662—677)
- Грімоальд II (677—680)
- Гізульф I (680—706)
- Ромоальд II (706—732)
- Аделайз (732—733)
- Григорій (733—740)
- Годшалк (740—743)
- Гізульф II (743—749)
- Лютпранд (749—758)
- Арехіз II (758—774), 774 року намагався стати королем лангобардів

## Князі Беневентські (774—1081)
Також князі Капуанські (в 900—981 роках)
- Арехіз II (774—787)
- Грімоальд III (787—806)
- Грімоальд IV (806—817)
- Сіко I (817—832)
- Сікард (832—839)
- Радельхіз I (839—851)
- Радельгар (851—854)
- Адельчіз (854—878)
- Вайфер (878—881)
- Радельхіз II (881—884), перше правління
- Аюльф II (884—890)
- Орсо (890—891)

До візантійців. (891—895)
- Гі (895—897)
  - Петро (єпископ Беневенто) і регент (897)
- Радельхіз II (897—900), друге правління
- Атенульф I (900—910)
  - Ландульф I (901—910), співправитель
- Ландульф I (910—943)
  - Атенульф II, (911—940), співправитель
  - Ландульф II, (940—943), співправитель
  - Атенульф III (933—943), співправитель
- Ландульф II Червоний (943—961), співправитель з 940
  - Пандульф I Залізна Голова (943—961), співправитель
  - Ландульф III (959—961), співправитель
- Ландульф III (961—968)
  - Ландульф IV (968—981), співправитель
- Пандульф II (981—1014)
  - Ландульф V (987—1014), співправитель
- Ландульф V (1014—1033)
  - Пандульф III (1012—1033), співправитель
- Пандульф III (1033—1050)
  - Ландульф VI (1038—1050), співправитель

1050 року лангобардські князі-співправителі були вигнані з Беневенто повсталим населенням. 1053 року нормани поступились князівством (вони фактично займали його, починаючи з 1047 року) римському папі.

### Князі Беневенто під папським сюзеренітетом
Папа призначив до Беневенто свого ректора, однак жителі запросили лангобардських князів назад. Від 1054 року вони правили Беневенто знову, але вже як васали римського папи.
- Рудольф (1053—1054), ректор
- Пандульф III (1054—1059), вдруге
- Ландульф VI (1054—1077) (співправитель Пандульфа III від 1038 року)
- Пандульф IV (1056—1074)

### Норманський князь Беневенто
- Роберт Гвіскар (1078—1081), повернув Беневенто римському папі, втім князі при цьому не призначались до початку XIX століття.

## Князі Беневенто, яких призначав Наполеон I
- Шарль Моріс де Талейран-Перігор (1806—1815)